# Micropeza chiroptera
Micropeza chiroptera (лат.) — вид двукрылых насекомых рода Micropeza из семейства ходуленожек (Micropezidae). Встречается в биоме каатинга: Южная Америка (Бразилия, штаты Сеара и Пиауи).

## Этимология
Видовой эпитет происходит от латинизированных греческих слов cheir (= рука) и pteron (= крыло), в связи с пальцеобразным выступом на костальной жилке, напоминающим большой палец летучей мыши (отряд Chiroptera).

## Описание
Стройные мухи с узким телом длиной около 8 мм, крыло около 5 мм. Грудь чёрная, за исключением жёлтых (или беловато-жёлтых) переднеспинки, проэпистернума, заднего края анепистернума, почти всего катепистернума, латеротергита и прямоугольной макулы на нотоплевроне. Бёдра жёлтые, за исключением вершинной половины переднего бёдра и двух дорсальных тёмных неправильных пятен на средних и задних бёдрах. Крыло: костальная жилка с двулопастным пальцевидным выступом на базальной трети; r1 с продольной макулой под костальной жилкой; r4+5 закрыты у вершины крыла, образуя стебелёк.  Вид был впервые описан в 2020 году бразильскими энтомологами Matheus Soares, Luana Barros и Rosaly Ale-Rocha (Graduate Program in Entomology, Instituto Nacional de Pesquisas da Amazônia, Бразилия). Таксон включён в состав рода Micropeza, в котором он близок к M. dactyloptera, но отличается следующими признаками: передние тазики темно-коричневые в базальной половине и желтые в апикальной (они чёрные у M. dactyloptera); средние голени без длинных волосков на вершине (они длинные у M. dactyloptera); средние и задние бедра с двумя дорсальными темными неравномерными пятнами (они с 3 пятнами у M. dactyloptera). На момент описания это единственный известный вид в роде с пальцевидным выступом на костальной жилке. У Micropeza armipennis известны также экстремальные орнаменты края крыла неизвестного назначения, при которых три крупных волоска выходят из костальной жилки, но эти преобразования, по-видимому, не связаны между собой.